# Ringer-Weltmeisterschaften 1921
Die Ringer-Weltmeisterschaften 1921 fanden vom 5. bis zum 8. November 1921 in Helsinki statt. Die Ringer wurden in sechs Gewichtsklassen unterteilt. Gerungen wurde im damals üblichen griechisch-römischen Stil.

## Medaillengewinner
| Klasse   | Gold            | Silber              | Bronze               |
| -------- | --------------- | ------------------- | -------------------- |
| -58 kg   | Väinö Ikonen    | Kaarlo Mäkinen      | Risto Mustonen       |
| -62 kg   | Kalle Anttila   | Aleksanteri Toivola | Erik Malmberg        |
| -67,5 kg | Oskar Friman    | Rafael Rone         | Juho Ikävalko        |
| -75 kg   | Taavi Tamminen  | Volmar Wikström     | Edvard Vesterlund    |
| -82,5 kg | Edil Rosenqvist | Rudolf Svensson     | Jan Muijs            |
| +82,5 kg | Jussi Salila    | Martti Nieminen     | Emil Larsen (Ringer) |

## Medaillenspiegel
| Rang | Land        | Gold | Silber | Bronze |
| ---- | ----------- | ---- | ------ | ------ |
| 1    | Finnland    | 6    | 4      | 4      |
| 2    | Schweden    | 0    | 1      | 0      |
| 3    | Lettland    | 0    | 1      | 0      |
| 4    | Niederlande | 0    | 0      | 1      |
| 5    | Dänemark    | 0    | 0      | 1      |